# Fiat 1100TV Spider

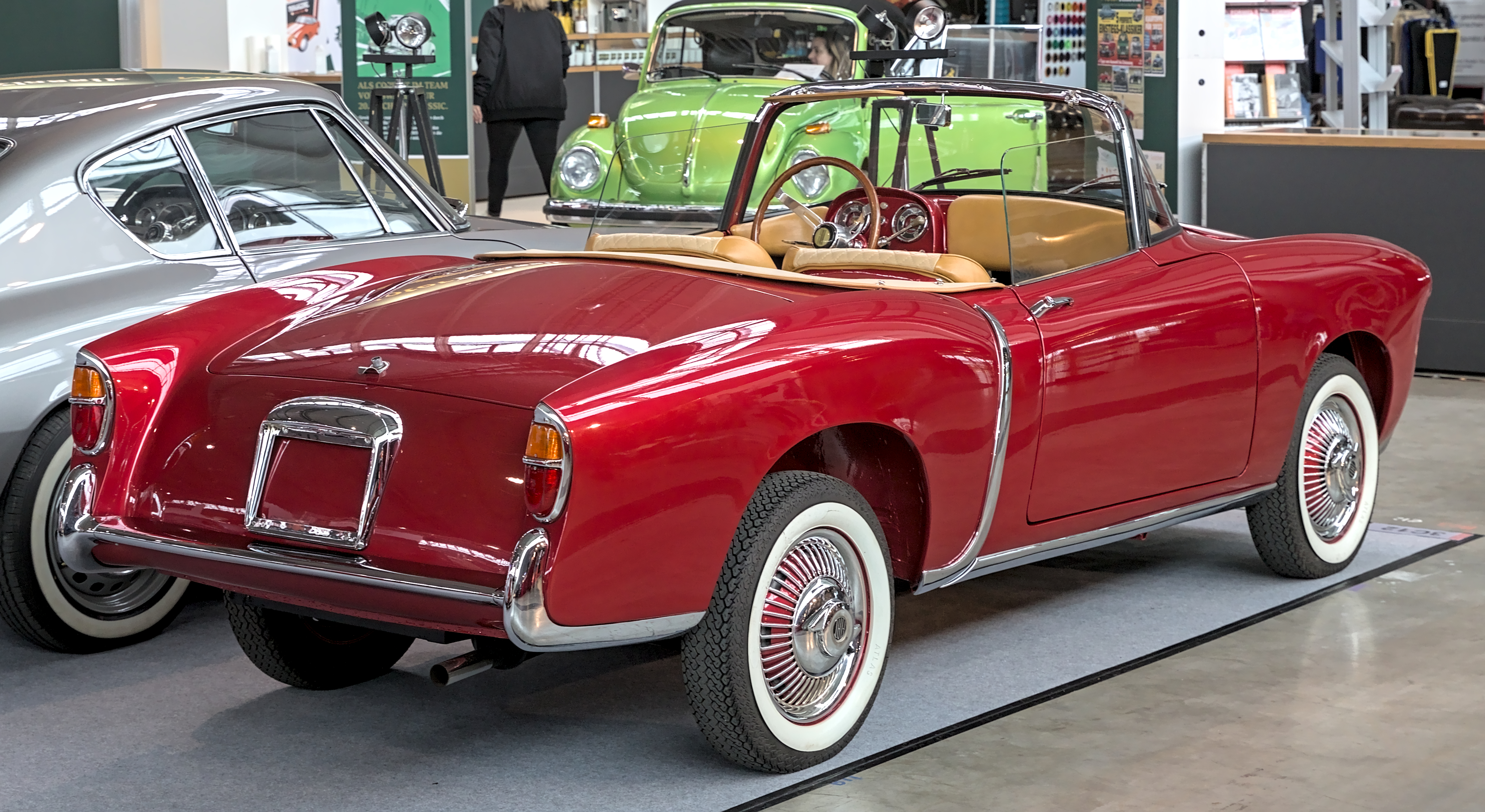
Heckansicht

Der 1955 auf dem Genfer Auto-Salon vorgestellte Fiat 1100 TV Trasformabile ist ein zweitüriges Cabriolet auf der technischen Basis des zwei Jahre zuvor erschienenen Fiat 1100-103 TV.
Der Wagen wurde von Fabio Luigi Rapi für Fiats internes Karosseriewerk Fiat Carrozzerie Speciali  entwickelt und von diesem Werk später auch gebaut. Das im Gegensatz zum normalen 1100 sehr verspielte Design war stark von amerikanischen Modellen jener Zeit inspiriert, bis hin zu einer leichten Heckflosse. Eines der auffälligsten Merkmale waren über den vorderen Kotflügeln schwebende Blinker-Satelliten. Der direkt dem Fiat 1100 entstammende Vierzylinder-Reihenmotor mit 1089 cm³ hatte eine Leistung von 37 kW (50 PS).
Bereits 1956 wurde das Modell überarbeitet, die Modellbezeichnung nunmehr um ein „E“ ergänzt. Analog zur Limousine leistete der Motor jetzt 39 kW (53 PS). Außerdem wurden die zu empfindlichen Blinker jetzt direkt auf dem Kotflügel aufliegend installiert.
Ein weiteres Jahr später wurde der 1100 TV Trasformabile durch den Fiat 1200 Trasformabile abgelöst, der weiter auf der nur wenig veränderten Karosserie basierte. Die Stückzahlen des 1100 TV Trasformabile blieben vor allem auf Grund des Preises begrenzt; selbst der große Fiat 1900 war günstiger.